# Leptostrangalia angustolineata
Leptostrangalia angustolineata är en skalbaggsart som först beskrevs av J. Linsley Gressitt 1935.  Leptostrangalia angustolineata ingår i släktet Leptostrangalia och familjen långhorningar.
Artens utbredningsområde är Filippinerna. Inga underarter finns listade i Catalogue of Life.